# 芬納 (亞利桑那州)
芬納（英語：Fenner）是位於美國亞利桑那州科奇斯縣的一個非建制地區。該地的面積和人口皆未知。位于亚利桑那州本森以东 3 英里处。由本森市管理。
芬纳曾经是一个火车站，以南太平洋铁路图森分部的首席外科医生 Fenner 博士的名字命名。

## 地理
芬納的座標為31°58′12″N 110°13′52″W / 31.97000°N 110.23111°W，而該地的平均海拔高度為1131米（即3711英尺）。